# Thomas-Hirschmäuse
Die Thomas-Hirschmäuse (Megadontomys) sind eine in Mittelamerika lebende Nagetiergattung aus der Gruppe der Neuweltmäuse. Sie umfasst drei Arten.
Diese Nagetiere erreichen eine Gesamtlänge von 30 bis 35 Zentimeter, wovon 15 bis 19 Zentimeter auf den Schwanz entfallen, und ein Gewicht von 60 bis 110 Gramm. Ihr Fell ist an der Oberseite gelbbraun oder dunkelbraun gefärbt, der Bauch und die Füße sind weiß.
Thomas-Hirschmäuse sind ausschließlich im mittleren und südlichen Mexiko beheimatet. Ihr Lebensraum dürften feuchte Wälder bis in 3500 Meter Höhe sein. Sie sind Bodenbewohner und legen Trampelpfade zum schnelleren Vorwärtskommen an. Bei Gefahr können sie auf Bäume klettern. Ihre Nahrung besteht vorwiegend aus Samen, Beeren und Früchten. Die Arten halten keinen Winterschlaf. Vermutlich kommen pro Jahr mehrere Würfe vor. Abhängig von der Art besteht ein Wurf aus Zwillingen oder Drillingen.
Es werden drei Arten unterschieden:
- Die Oaxaca-Großzahn-Hirschmaus (Megadontomys cryophilus) bewohnt Hochländer im nördlichen Oaxaca.
- Die Nelson-Großzahn-Hirschmaus (Megadontomys nelsoni) ist von Hidalgo bis Veracruz verbreitet.
- Die Thomas-Großzahn-Hirschmaus (Megadontomys thomasi) lebt in Bergländern in Guerrero.

Sie sind eng mit den Weißfuß- oder Hirschmäusen (Peromyscus) verwandt und werden manchmal in diese Gattung eingegliedert. Die Unterschiede liegen vorwiegend im Bau des Penis.